# Thomas Mirow

Thomas Mirow (2023)

Thomas Mirow (* 6. Januar 1953 in Paris) ist ein deutscher Politiker (SPD). Er war von 1991 bis 2001 Senator mit verschiedenen Zuständigkeiten in Hamburg, von 2005 bis 2008 Staatssekretär im Bundesministerium der Finanzen, von 2008 bis 2012 Präsident der Europäischen Bank für Wiederaufbau und Entwicklung und von 2013 bis 2018 Aufsichtsratsvorsitzender der HSH Nordbank.

## Leben und Beruf
Mirow wuchs als Sohn des Diplomaten Eduard Mirow zweisprachig auf und legte 1970 in Bonn das Abitur ab. Anschließend absolvierte er ein Studium der Politikwissenschaft, Soziologie und Romanistik an der Rheinischen Friedrich-Wilhelms-Universität Bonn. Dort wurde er 1975 mit der Arbeit „Die europapolitischen Konzeptionen de Gaulles und ihre Bedeutung für die Haltung Frankreichs in der Fünften Republik“ promoviert.
1975 wurde Mirow Assistent im Büro des damaligen Bundesvorsitzenden der SPD Willy Brandt. Später arbeitete er dort als Referent und übernahm schließlich die Leitung des Büros. 1983 wechselte er auf Bitte des Ersten Bürgermeisters Klaus von Dohnanyi nach Hamburg und war dort bis 1987 Direktor der Staatlichen Pressestelle. Anschließend arbeitete Mirow bis 1991 als selbstständiger Politik- und Unternehmensberater. Nach seinem vorläufigen Ausscheiden aus der aktiven Politik war er von 2002 bis 2005 als Berater der Ernst & Young AG und der Privatbank M.M.Warburg & CO sowie als Geschäftsführer der Alstertor Schienenlogistik Beteiligungs GmbH tätig.
Mirow ist seit 1979 mit der Journalistin Barbara Mirow verheiratet, die von 2003 bis 2020 Programmchefin von NDR Kultur war, und hat mit ihr zwei Töchter. Im Dezember 2006 wurde ein Brandanschlag vor Mirows Privathaus in Hamburg verübt, bei dem niemand verletzt wurde. Das daraufhin veröffentlichte Bekennerschreiben war globalisierungskritisch und richtete sich gegen den G8-Gipfel in Heiligendamm 2007.

## Partei
Mirow trat 1971 in die SPD ein. Für den Wahlkampf zur Hamburgischen Bürgerschaftswahl 1991 wurde Mirow auf Betreiben des Ersten Bürgermeisters Henning Voscherau Mitglied des leitenden Wahlkampfteams.
Im Oktober 2003 nominierte ihn der Hamburger Landesverband der SPD zum Spitzenkandidaten für die vorgezogene Bürgerschaftswahl am 29. Februar 2004. Mirow galt zwar als Fachmann der Landespolitik, doch konnte er sich gegen den Amtsinhaber Ole von Beust (CDU) nicht durchsetzen, der für die CDU bei dieser Wahl eine absolute Mehrheit erzielte.

## Öffentliche Ämter
Nachdem die SPD bei der Bürgerschaftswahl 1991 die absolute Mehrheit erreichen konnte, wurde Mirow am 26. Juni 1991 zum Senator und Chef der Senatskanzlei gewählt. Nach der notwendig gewordenen vorgezogenen Bürgerschaftswahl 1993 kam es zu einer Koalition der SPD mit der damaligen STATT-Partei und Mirow wurde am 15. Dezember 1993 zum Senator und Leiter der Stadtentwicklungsbehörde und des Senatsamtes für Bezirksangelegenheiten gewählt. Außerdem blieb er Chef der Senatskanzlei. Als Stadtentwicklungssenator war Mirow an der Befriedung des Konflikts um die Hafenstraße beteiligt. Bei der folgenden Bürgerschaftswahl 1997 musste die SPD schwere Verluste hinnehmen. Daraufhin trat der bisherige Erste Bürgermeister Henning Voscherau zurück und es kam zur Bildung einer rot-grünen Koalition. In dem von Voscheraus Amtsnachfolger Ortwin Runde ab dem 12. November 1997 geleiteten Senat war Mirow dann Senator und Leiter der Wirtschaftsbehörde. In seine Amtszeit setzte er die Erweiterung des Hamburger Airbus-Gelände durch, damit dort das geplante Großflugzeug Airbus A380 gebaut werden konnte. Nachdem die rot-grüne Koalition bei der Bürgerschaftswahl 2001 ihre Mehrheit verloren hatte, schied Mirow am 31. Oktober 2001 aus dem Amt.
Im April 2004 wurde Mirow als Vertreter Deutschlands in die „High Level Group“ der Kommission der EU zur Bewertung der „Lissabon-Strategie“ unter dem Vorsitz des ehemaligen niederländischen Premierministers Wim Kok entsandt. Sie sollte die Umsetzung der Strategie zur Verbesserung der wirtschaftlichen Wettbewerbsfähigkeit der EU-Staaten überprüfen und legte im November 2004 ihren Bericht vor.
Von März bis November 2005 war Mirow Leiter der Abteilung für Wirtschafts-, Finanz- und Arbeitsmarktpolitik im Bundeskanzleramt und persönlicher Beauftragter des Bundeskanzlers für den Lissabon-Prozess und damit engster wirtschaftspolitischer Berater von Gerhard Schröder.
Nach der Bundestagswahl 2005 wechselte er im Kabinett Merkel I als Staatssekretär in das von Peer Steinbrück geleitete Bundesministerium der Finanzen, wo er bis Juni 2008 für die Europapolitik sowie für Finanzmarkt- und Währungspolitik zuständig war.
Im Juli 2008 wurde Mirow als Nachfolger von Jean Lemierre Präsident der Europäischen Bank für Wiederaufbau und Entwicklung. Im Juli 2012 übernahm Suma Chakrabarti den Posten von ihm.
Am 28. Februar 2013 löste Mirow Hilmar Kopper als Aufsichtsratsvorsitzender der HSH Nordbank ab. Nach dem Verkauf der Bank an den Finanzinvestor Cerberus am 28. November 2018 schied er aus dem Aufsichtsrat aus.
Von Mai bis Juli 2015 wirkte Mirow auf Vorschlag von Außenminister Steinmeier als Leiter der OSZE-Arbeitsgruppe Wirtschaft im Rahmen des Minsk-II-Prozesses.
Am 1. Dezember 2018 wurde Mirow als Nachfolger von Richard Schröder Vorstandsvorsitzender der Deutschen Nationalstiftung.

## Senate
Senat Voscherau II - Senat Voscherau III - Senat Runde

## Veröffentlichungen
Trotzdem: Was uns zusammenhält, Berichte zur Lage der Nation (Herausgeber, gemeinsam mit Christoph Bertram, Murmann Verlag 2020)
Demokratie in Bedrängnis: Warum wir jetzt gefragt sind, Berichte zur Lage der Nation (Herausgeber, Murmann Verlag 2021)
Wende in Europa: Ausblick auf eine neue Zeit, Berichte zur Lage der Nation (Herausgeber, Murmann Verlag 2022)
Kraftakt: Warum wir uns neu bewähren müssen, Berichte zur Lage der Nation (Herausgeber, Murmann Verlag 2023)
Die Deutschen: Wer wir sind. Wer wir sein wollen, Berichte zur Lage der Nation (Herausgeber, Murmann-Verlag 2024)